# Одиниці вимірювання видавничої та поліграфічної продукції
Авторський аркуш — це одиниця вимірювання авторського твору.

## Авторський аркуш
Залежно від матеріалу твору, один авторський аркуш складає:
- для прозового тексту, — включаючи всі літери, розділові знаки, цифри, а також пробіли між словами, — 40 000 знаків;

- для віршованого тексту — 700 рядків різної довжини, навіть якщо це одне слово чи буква, виділені окремо;

- для образотворчого матеріалу — 3000 см². Для ілюстрацій, які мають довільну форму, підрахунки роблять по прямокутнику, яким обмальовують оригінал по крайніх точках, що виступають.

З підрахунку авторського аркуша вилучають:
- зміст, якщо він повторює заголовок в тексті;

- титульні дані на авантитулі, титулі, контртитулі;

- лінійки, які вибивають підрядкові примітки від основного тексту.

## Обліково-видавничий аркуш
Обліково-видавничий аркуш — це одиниця вимірювання обсягу видання, яка, як і авторський аркуш, дорівнює 40 000 знаків прозового тексту, 700 рядків віршованого тексту і 3000 см² ілюстрацій, але включає у себе обсяг усієї решти текстового матеріалу (передмова, анотація, вихідні та випускні дані, примітки, колонцифри і колонтитули тощо).

## Паперовий аркуш
Паперовий аркуш служить для підрахунку кількості паперу на видання. Основні параметри — формат і маса, якість і придатність для різних видів друку.

## Фізичний друкований аркуш
Фізичний друкований аркуш використовують для вимірювання фізичного обсягу друкованого видання. Він має кількість сторінок, яка дорівнює знаменникові визначника частки. За будь-якого формату паперу друкований аркуш має: при 1/8 частці — 8, при 1/16 частці — 16, при 1/12 — 12 сторінок.
З одного паперового аркуша виходить подвоєна в порівнянні з часткою кількість сторінок. Один паперовий аркуш має два фізичних.

## Умовний друкований аркуш
Умовний друкований аркуш служить для обміну і зіставлення видань, надрукованих на різних форматах. Ця одиниця — паперовий аркуш форматом 60 × 90 см, площею 5400 см². Діленням площі аркушів інших форматів на 5400 отримують перевідні коефіцієнти, через які обсяг видання в фізичних аркушах переводять в умовні.